# Abbazia di Saint-Remi
L'abbazia di Saint-Remi è un'abbazia che si trova a Reims, in Francia, fondata nell'VIII secolo. La chiesa abbaziale conserva le reliquie di san Remigio, vescovo della città, che convertì al Cristianesimo il re dei Franchi Clodoveo I il giorno di Natale del 496, dopo che egli aveva sconfitto gli Alemanni nella battaglia di Tolbiac.
Insieme alla cattedrale di Reims e al palazzo di Tau, nel 1991 è stata inserita nell'elenco dei patrimoni dell'umanità dell'UNESCO.

## I resti attuali
I monumenti di valore che si trovavano nell'ambito della chiesa in passato sono stati saccheggiati durante la rivoluzione, ed anche la tomba del santo è in realtà una ricostituzione recente. Restano tuttavia vetrate del XII secolo nell'abside, come pure arazzi che rappresentano la storia di san Remigio, donate da Robert de Lénoncourt. La basilica Saint-Remi e l'abbazia benedettina attigua sono del XVIII secolo.

## Storia

Stemma dell'antica abbazia di Saint-Remi di Reims

### Le origini
La storia dell'abbazia è molto antica. Già nel 496 il vescovo Remigio di Reims vi battezzò Clodoveo I, re dei Franchi, convertitosi in seguito alla battaglia di Tolbiac.
Il vescovo morì nel 533, all'età di 96 anni. La sua reputazione gli valse la santificazione, e i miracoli ripetuti attirarono numerosi pellegrini. Nello stesso anno venne ingrandita quella che era una semplice cappella, facendola diventare una chiesa, e trasferendovi il 1º ottobre il corpo del nuovo santo.

### VIII secolo

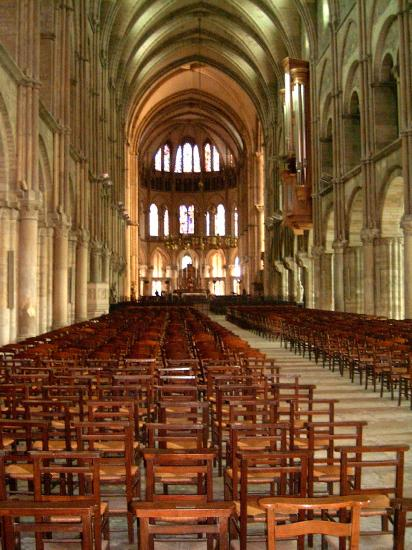
La navata

Verso il 750-760, l'arcivescovo Turpino fonda una comunità di monaci destinati ad accogliere e guidare i pellegrini.

### IX secolo
Incmaro, arcivescovo nella metà del IX secolo, ingrandisce la chiesa consacrandola e collegandola all'abbazia carolingia che scompare, dopo l'anno mille, per essere sostituita da una grande chiesa romanica iniziata dall'abate Airard. Il progetto, troppo ambizioso, viene modificato dall'abate Thierry, suo successore. Restano le undici traverse della navata e le panchine, come pure il transetto. All'epoca, una struttura in legno copriva tutto l'insieme.

### XI secolo
La basilica, dedicata a San Remigio, venne consacrata da papa Leone IX nel 1049, in occasione del concilio di Reims. Questo papa, nato a Eguisheim in Alsazia (nome attuale della regione), viaggiava molto tra Italia, Francia e Germania. Dopo essere stato fatto prigioniero dai Normanni, e dopo la sua morte avvenuta nel 1054, ci fu uno scisma tra l'oriente e l'occidente.

### XII secolo
Nel 1162 Pierre de Celle, nuovo abate, decise importanti modifiche alla chiesa: il portico romanico viene demolito e si prolunga la navata con due porzioni gotiche. Una nuova facciata viene costruita. Un nuovo coro gotico, più profondo, con deambulatorio e cinque volte radianti, sostituisce il vecchio coro romanico. Vengono realizzate anche numerose vetrate.
Nel 1181 Dom Simon succede a Pierre de Celle. Ingrandisce ancora la struttura ed aggiunge le pareti romaniche della navata.

### XVI e XVII secolo

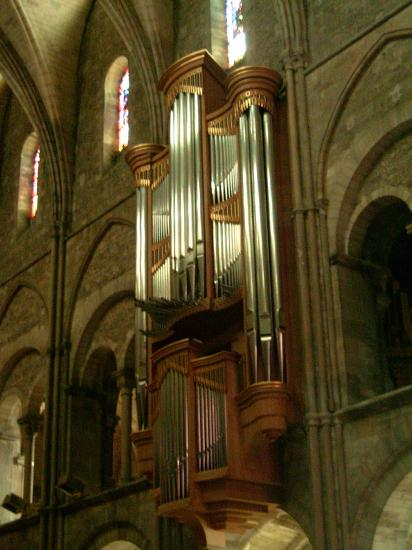
L'organo creato da Bertrand Cattiaux

L'arcivescovo Robert de Lénoncourt, all'inizio del XVI secolo, fa alzare la barriera a finestra che splende nella parte meridionale del transetto. La Congregazione di San Mauro, che riforma l'abbazia nel XVII secolo, fa costruire il colonnato rinascimentale che racchiude il coro.

### XVIII secolo
La basilica sfugge alle demolizioni della tempesta rivoluzionaria. I benedettini vengono cacciati del loro monastero nel 1793, dopo la rivoluzione, e l'edificio diventa chiesa parrocchiale.

### XIX secolo
Il XIX secolo vede la ricostruzione della parte nord e della cima della facciata, a partire dal rosone. Le volte della navata vengono sostituite da volte in legno, e viene costruito un nuovo mausoleo. Viene rifatta la "corona di luce", simbolo della Gerusalemme celeste e le cui 96 candele ricordano la durata della vita di san Remigio.

### XX secolo
Il 1º agosto 1918 alcune granate tedesche si abbattono sulla basilica: il tetto prende fuoco e crolla, le volte in legno ed intonaco crollano per tutta la lunghezza della navata ed una parte del transetto. Anche l'organo viene seriamente danneggiato (soltanto nel 2000 la basilica potrà vantare un grande organo prodotto dal costruttore Bertrand Cattiaux). I danni vengono aggravati dalle intemperie dell'inverno, che vede in seguito crollare le banchine sud, nell'aprile 1919, mentre la pioggia e la tempesta abbattono la parte settentrionale del transetto nel 1920.

## Visita di Giovanni Paolo II
Papa Giovanni Paolo II visita Reims nel 1996, per commemorare il 1500º anniversario del battesimo di Clodoveo I, primo re dei franchi, effettuato per mano di San Remigio.
La basilica di Saint-Remi commemora nel 2007 il millennio dalla costruzione.

## Pronuncia
Nella regione di Reims si ha l'abitudine di pronunciare Remi (o R'mi), poiché l'accento acuto non esisteva all'epoca. Quest'abitudine perdura tuttora.

## Elenco degli abati di Saint Remi

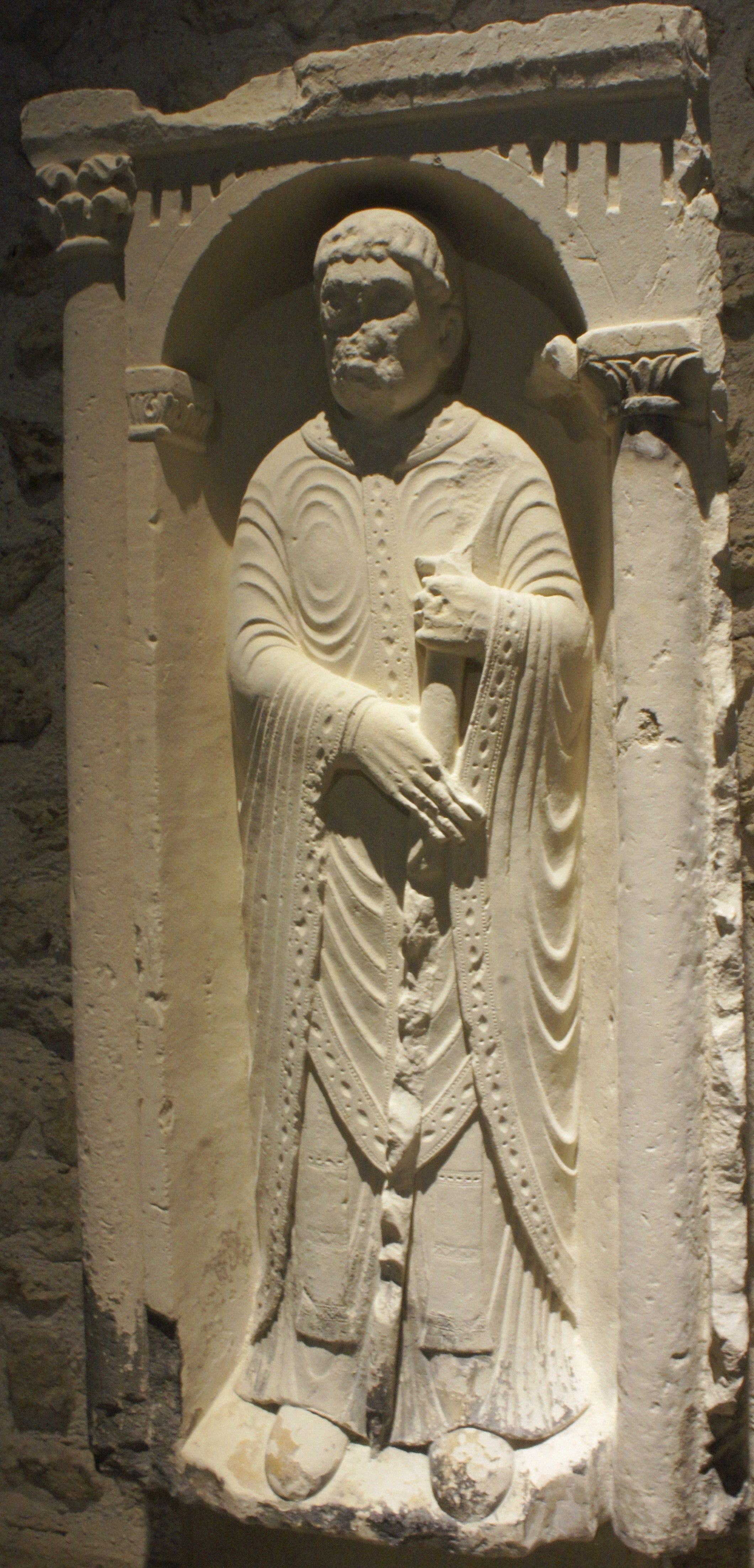
Un abate del XII secolo (Museo St. Remy di Reims)

Il fondatore Giovanni Turpin si riservò il nome di abate. In seguito gli arcivescovi di Reims furono abati di Saint Remi. Ugo di Vermandois fu l'ultimo arcivescovo a portare la dignità di abate. L'abate Airardo (1007-1035) fu uno dei primi abati eletti dai monaci.

### Gli abati regolari
- 760-795 : Turpin, arcivescovo di Reims
- 795-812 : Vacante
- 812-816 : Vulfario, arcivescovo di Reims
- 816-835 : Ebbone, arcivescovo di Reims
- 835-840 : Vacante
- 840-841 o 842 : Ebbone (a seguito della morte di Ludovico il Pio, fu reintegrato da Lotario I il 6 dicembre 840. Nell'841 o 842, ne fu cacciato da Carlo il Calvo che aveva preso il potere[3])
- 842-845 : Vacante
- 845-882 : Incmaro di Reims, arcivescovo di Reims
- 882-900 : Folco il Venerabile, arcivescovo di Reims
- 900-922 : Herivé o Hervé, arcivescovo di Reims
- 922-925 : Séulf o Seuphes, arcivescovo di Reims
- 925-931 : Ugo di Vermandois, arcivescovo di Reims
- 931-940 : Artaldo, arcivescovo di Reims
- 940-945 : Ugo di Vermandois (per la seconda volta), arcivescovo di Reims
- 945-967 : Incmaro II

- 967-970 : Ugo II
- 970-983 : Raoul
- 983-989 : Lotardo
- 989-1009 : Arbode
- 1009-1036 : Airardo
- 1036-1048 : Thierry
- 1048-1076 : Rimaro
- 1071-1076 : Vacante
- 1076-1094 : Enrico I, prima abate di Homblières verso il 1059[4], fonda l'abbazia di Nogent-sous-Coucy
- 1094-1097 : Roberto I
- 1097-1100 : Burcardo
- 1100-1118 : Azenario
- 1118-1151 : Odone I
- 1151-1162 : Ugo III
- 1162-1162 : Pietro di Celle
- 1162-1194 : Simone
- 1194-1203 : Pietro II di Ribemont
- 1203-1205 : Ingone
- 1205-1206 : Milone di Bazoches
- 1206-1212 : Guido I

- 1212-1237 : Pietro III, detto anche Pietro Claudi o Pietro lo zoppo[5]
- 1237-1239 : Adeodato
- 1239-1251 : Pietro IV di Sacy
- 1251-1253 : Vacante
- 1253-1254 : Gisleberto
- 1254-1269 : Odono II
- 1269-1284 : Bartolomeo di Epinal o Bartolomeo di l'Espinasse[6].
- 1284-1286 : Bertrando[7][8][9].
- 1286-1297 : Giovanni I di Clinchamps
- 1297-1317 : Roger
- 1317-1347 : Giovanni II del Mont
- 1347-1362 : Giovanni III Lescot
- 1362-1394 : Pietro V di Marcilly
- 1394-1439 : Giovanni IV Canart
- 1439-1461 : Nicola I Robillart
- 1461-1464 : Emerico Hocquedé
- 1464-1472 : Guglielmo I di Villers le Moine
- 1472-1473 : Nicola II di Auxenvillers
- 1473-1480 : Guido II Bernard

### Gli abati commendatari
- 1480-1533 : Roberto di Lénoncourt, arcivescovo di Reims
- 1533-1552 : cardinale Roberto di Lénoncourt
- 1552-1574 : cardinale Carlo di Guisa, arcivescovo di Reims
- 1574-1588 : cardinale Luigi di Guisa, arcivescovo di Reims
- 1588-1592 : Vacante
- 1592-1598 : Luigi II Mozac
- 1598-1605 : Filippo del Bec, arcivescovo di Reims
- 1605-1622 : cardinale Luigi III di Guisa, arcivescovo di Reims
- 1622-1641 : Enrico II di Guisa, arcivescovo di Reims (nel 1629)
- 1641-1657 : Enrico II di Savoia-Nemours, arcivescovo di Reims (nel 1651)

- 1657-1659 : Vacante
- 1659-1665 : Carlo II di Valois-Orléans-Longueville
- 1665-1667 : arcivescovo Giacomo-Nicola di Colbert
- 1667-1668 : arcivescovo Giorgio d'Aubusson de La Feuillade
- 1668-1680 : cardinale Guglielmo Egon von Fürstenberg
- 1680-1710 : Carlo Maurizio Le Tellier, arcivescovo di Reims
- 1710-1729 : cardinale Filippo Antonio Gualterio
- 1729-1745 : cardinale Léon Potier de Gesvres
- 1745-1777 : cardinale Giovanni Francesco Giuseppe di Rochechouart
- 1777-1793 : cardinale Alessandro Angelico di Talleyrand-Périgord, arcivescovo di Reims.